# Tassement vertébral
 Mise en garde médicale
Un tassement vertébral est une fracture correspondant à une diminution de la hauteur d'une vertèbre. Elle peut être due à un traumatisme ou à une fragilisation.
La fragilisation peut être consécutive à une ostéoporose, une ostéogenèse imparfaite (maladie des os de verre), des lésions lytiques de cancers primaires ou de tumeurs métastatiques, ou une infection.
Chez les patients en bonne santé, il est plus souvent observé chez les personnes qui ont subi des chocs verticaux importants, tels que l'éjection d'un siège éjectable sous une accélération de plusieurs g ou une chute importante avec réception sur les pieds.
- Lorsque le mur antérieur de la vertèbre se fracture, on parle de tassement « cunéiforme » c'est-à-dire en forme de « coin », du latin cuneus.
- Lorsque l'atteinte vertébrale est globale, on parle de « vertèbre en galette ».

## Symptômes
Antécédents d'efforts de soulèvement, de chutes, d'un accès d'éternuement ou de toux (mais parfois aucun antécédent n'est retrouvé).
Douleurs modérées à fortes dans la région dorsale ou lombaire, atténuées en position couchée, de la colonne vertébrale parfois localisée (atteinte de la 10e, de la 11e voire de la 12e vertèbre dorsale) avec douleurs irradiant dans les côtes. Cette douleur est plus ou moins invalidante les premières semaines, puis va en s'aggravant, gênant la marche, la position assise et la position allongée.
Le tassement vertébral est quelquefois découvert à la suite d'une radiographie demandée pour une autre pathologie.
L'examinateur, en accentuant la pression, provoque la douleur.
On constate quelquefois une diminution de la taille (10 cm) quand le tassement atteint plusieurs vertèbres, ou une cyphose dorsale.

## Examens complémentaires
- Radiographie.

## Traitements
Selon la cause de la fracture et l'âge du patient, plusieurs traitements peuvent être proposés.
- Le port d'un corset pendant 6 semaines à 3 mois
- Vertébroplastie ou kyphoplastie en radiologie interventionnelle, consistant à redonner à la vertèbre sa taille initiale.